# CF Cuautitlán
Club de Fútbol Cuautitlán, kurz CF Cuautitlán, war von 1996 bis 2017 ein mexikanischer Fußballverein aus Cuautitlán de Romero Rubio im Bundesstaat México. Seine Heimspielstätte war das Estadio Alberto Pérez Navarro.

## Geschichte
Der Verein gehörte 1967 zu den Gründungsmitgliedern der seinerzeit noch drittklassigen Tercera División. Dreißig Jahre später gewann er die mittlerweile nur noch viertklassige Liga in der Saison 1996/97 und stieg in die nunmehr drittklassige Segunda División auf.
Durch die Erweiterung der Primera División 'A' von 17 auf 21 Mannschaften wurde der CF Cuautitlán zur Saison 1997/98 in die zweite Liga aufgenommen und verbrachte dort die beiden kommenden Spielzeiten. Seine erfolgreichste Halbsaison war das Sommerturnier 1999 (Rückrunde der Saison 1998/99), als der Gruppensieg verbucht und zum einzigen Mal der Einzug in die Liguilla erreicht werden konnte. Dort scheiterte Cuautitlán im Viertelfinale gegen Cruz Azul Hidalgo (1:1 und 2:2) nur aufgrund der in der Liga weniger erzielten Punkte (28 gegenüber 32).
Vor der Saison 1999/00 veräußerte der CF Cuautitlán seine Lizenz an die Lobos de la BUAP und zog sich in die Segunda División zurück, wo man im Winterturnier 1999 auf Anhieb die Meisterschaft gewann. Allerdings verlor Cuautitlán das am Saisonende ausgetragene Aufstiegsfinale gegen den Rückrundensieger Marte Morelos FC, der in der folgenden Saison unter der Bezeichnung „Potros Marte“ in der zweiten Liga spielte.
Der CF Cuautitlán war noch bis einschließlich zur Saison 2006/07 in der Segunda División vertreten, bevor seine Lizenz nach San Agustín Tlaxiaca transferiert wurde, um der Universidad del Fútbol einen Startplatz in der Segunda División zu ermöglichen.
In der Saison 2012/13 war der Verein wieder in der Segunda División vertreten.

## Erfolge
- Meister der Segunda División: Invierno 1999
- Meister der Tercera División: 1996/97

## Bekannte Spieler
- Diego Martínez (1998–1999)